# Krčki most
Krčki most – żelbetowy, drogowy most łukowy w Chorwacji, łączący chorwacką wyspę Krk ze stałym lądem. Długość mostu wynosi 1430 m.

## Charakterystyka
Krčki most składa się z dwóch osobnych mostów, które łączą się ze sobą na wyspie Sveti Marko. Oba są mostami łukowymi. Przebiegają nad dwiema cieśninami o nazwie Tihi kanal (Kanał Cichy) i Burni kanal (Kanał Burzliwy). Prześwit między mostami a lustrem wody w najwyższym punkcie wynosi 67 metrów. Ukończenie inwestycji ułatwiło komunikację między Rijeką a położonym na wyspie Krk portem lotniczym.

## Historia
Projekt budowlany i architektoniczny został przygotowany przez Bojana Mozinę, Vukana Njagulja i Iliję Stojadinovicia. Budowa mostu rozpoczęła się w 1976. Głównym wykonawcą było przedsiębiorstwo Mostogradnja. W pracach budowlanych jako podwykonawca brała również udział Hidroelektra Niskogradnja d.d. Otwarcie mostu miało miejsce 19 lipca 1980. Początkowo nosił imię Josipa Broza Tity.